# Broomeiaceae
Broomeiaceae es una familia de hongos basidiomicetos del orden Agaricales. Esta familia es monotípica y contiene 1 género (Broomeia) y 3 especies. Descrita por el naturalista inglés Miles Joseph Berkeley en el año 1844.

## Comestibilidad
Dentro de las distintas especies, se encuentran algunos hongos que son comestibles.